# 八卦洲大橋南駅
八卦洲大橋南駅（はっけしゅうだいきょうみなみえき）は、南京市棲霞区燕子磯街道太新路と廬山路の交差点にある、南京地下鉄1号線の駅である。
南京地下鉄1号線の駅では最北端に位置する駅である。当駅の北西側に、1号線の車両基地である八卦洲大橋南車両検修場がある。

## 駅名
駅名については、事業着手当初は南京地下鉄集団は南京長江第二大橋公園のあたりに当駅が位置することから「二橋公園駅」の仮称を用いており、2020年1月15日に駅名が「八卦洲大橋南駅」に決定したことが発表された。

## 歴史
- 2022年12月28日1号線の駅として開業[2]。

## 駅構造
地下2層構造の駅である。

### のりば
| 番線 | 路線            | 方面                                  | 行先              |
| ---- | --------------- | ------------------------------------- | ----------------- |
|      | 南京地下鉄1号線 | 玄武門・新街口・安徳門・南京南駅 方面 | 中国薬科大学 行き |

## 隣の駅
南京地下鉄
■1号線
八卦洲大橋南駅- 笆斗山駅